# Presupposizione (linguistica)
In linguistica pragmatica, si intende per presupposizione un'informazione implicita alla base di un enunciato. Questa informazione è condivisa dagli interlocutori e viene di conseguenza data per scontata. L'importanza della presupposizione risiede nel fatto che ci permette di usare la lingua in maniera economica.
Ad esempio, producendo un enunciato (giusto o sbagliato) come:
La capitale dello Stato italiano è Roma.
si possono presupporre diverse informazioni: il fatto che esista una città chiamata in questo modo, che esista uno Stato italiano e che uno Stato abbia una capitale. Tali presupposizioni restano invariate anche se l'enunciato viene negato:
La capitale dello stato italiano non è Roma.
Questo la distingue dall'implicazione, cioè dal contenuto che chi ascolta può inferire. Infatti, il contenuto dell'inferenza si trasforma nel suo contrario se un enunciato viene negato. Ad esempio, di fronte all'asserzione
Sono stanco.
il ricevente potrebbe inferire che il locutore vuole congedarsi e tornare a casa per andare a dormire. Questa non è una presupposizione, ma un'inferenza, dato che l'enunciato negato
Non sono stanco.
indicherebbe l'intenzione di comunicare il contrario.
Un enunciato può essere basato su presupposizioni false:
Il re di Calabria è un mio parente.
L'esempio si basa infatti sul fatto, falso, che esista un re della Calabria. In questo caso, non è possibile assegnare all'enunciato il valore di 'vero' o 'falso'.
Le risorse linguistiche della presupposizione sono:
- tutti i nomi propri o comuni con i relativi articoli e possessivi ecc., poiché generano la presupposizione esistenziale.

Pedro abita a Santa Fe.
presupposizioni: Pedro esiste, Santa Fe esiste...
- Subordinate temporali e relative.

Daria si è morsa la lingua quando ha avuto l'attacco epilettico.
(presupposizioni: Daria ha avuto un attacco epilettico...)
Le frasi che hai portato ad esempio sono a dir poco ridicole.
(presupposizioni: l'interlocutore ha portato ad esempio delle frasi...)
- Parole interrogative dirette e indirette.

Perché ti sei tinta i capelli di rosa?
(presupposizioni: l'interlocutore si è tinto i capelli di rosa...)
- Avverbi come ancora, finora, già, e aggettivi come precedente, prossimo, altro, ex ecc.

Non avevo mai visto nessuna donna con la barba finora.
(presupposizioni: il parlante ha visto una donna con la barba...)
- Verbi di cambiamento di stato e verbi che attivano la presupposizione che ciò che segue è vero o falso.

Facciamo finta di aver scritto degli esempi seri.
(presupposizioni: gli esempi scritti non sono seri...)